# Circle (Album)
Circle ist das elfte Studioalbum der finnischen Metal-Band Amorphis. Es wurde von Peter Tägtgren produziert und erschien am 19. April 2013 bei Nuclear Blast. Das Musikmagazin Metal Hammer wählte es zum „Album des Monats Mai“.

## Stil
Das Album knüpft teilweise an die bereits etablierte Mischung aus melodischen Gitarrenriffs, folkloristischen und progressiven Klängen und für den Death Metal typischen Growlgesang an, welche auch schon auf dem vorangegangenen Werk The Beginning of Times zu hören war. In Nightbird’s Song beispielsweise sind sowohl Black-Metal-artiges Growling als auch ein Flötensolo zu hören, wohingegen in Mission oder The Wanderer kein Gutturaler Gesang zu hören ist; hier dominieren das Klavier, Riffs verzerrter Gitarren und Gesang in hohen Tonlagen, worin sich der Progressive-Metal-Sound widerspiegelt. Andere Songs sind dagegen aggressiver, wie bspw. Shades of Grey, der eher in das Genre des Melodic Death Metal passt.
Eine Änderung stellt auch dar, dass sich die Songtexte nicht länger nur mit dem von Elias Lönnrot verfassten Epos Kalevala beschäftigen, sondern sich um eine fiktive Figur drehen, welche in allen Songs charakterisiert wird; es handelt sich um eine Person, welche hauptsächlich Schmerzen und Kummer verspürt. Ihr wird jedoch ein Begleiter zur Seite gestellt, welcher bei der Suche nach einem neuen Lebensweg und inneren Stärken behilflich ist. Auch diese Geschichte ist teilweise von der finnischen Mythologie inspiriert.

## Cover
Das Cover wurde von Tom Bates gestaltet, der auch für das Layout des Booklets verantwortlich war. Es stellt eine sich im Licht des Mondes unter Bäumen befindliche Person dar, welche die rechte Hand erhoben hat, auf der sich ein Zeichen befindet. Der Kopf wird von zwei braunen, flügelartigen Strukturen eingerahmt, um die Stirn ist ein diademähnliches Schmuckstück gelegt. In den Augen scheint sich der Mond zu spiegeln, da an Stelle der Pupillen weiße, runde Flächen zu sehen sind. Sänger Tomi Joutsen sagte dazu:
“The mystic, androgynous person on the cover represents a spiritual guide. This character was sent from another time and place to help the album’s protagonist find a new path for his life.”
„Die mystische Person undefinierbaren Geschlechts repräsentiert einen geistigen Führer. Dieser Charakter wurde aus einer anderen Zeit von einem unbestimmten Ort aus gesandt, um dem Protagonisten des Albums zu helfen, einen neuen Lebensweg einzuschlagen.“

## Titelliste
Alle Texte wurden von Pekka Kainulainen geschrieben.
1. Shades of Grey (5:28)
2. Mission (4:33)
3. The Wanderer (4:44)
4. Narrowpath (4:23)
5. Hopeless Days (5:08)
6. Nightbird’s Song (5:01)
7. Into the Abyss (5:37)
8. Enchanted by the Moon (5:33)
9. A New Day (6:00)

## Kritik
Circle wurde unterschiedlich, überwiegend jedoch positiv bewertet. Die Musik-Website laut.de warf den Finnen vor, sich dem Kitsch hinzugeben und nur zu versuchen, an die Qualität alter Tage anzuschließen. Es wurden 3 von 5 Punkten vergeben. Das Webzine Zillo.de kürte es jedoch als neues "Meisterwerk" Band. Musikzeitschriften wie Rock Hard oder Metal Hammer befanden das Album für gut und lobten den strikteren, kraftvolleren Sound, trotz immer noch vorhandener Experimentierfreude. Metal Hammer kürte das Album im Mai 2013 zum „Album des Monats“.

## Musikvideos
Zu der Singleauskopplung Hopeless Days erschien ein von Nuclear Blast Records veröffentlichtes offizielles Musikvideo, zudem ein Lyricvideo. Auch zu dem Song The Wanderer erschien ein offizielles Musikvideo.